# Philoxène de Cythère
Pour les articles homonymes, voir Philoxène.
Philoxène de Cythère (-435, Cythère - -380, Éphèse) est un poète et compositeur de la Grèce antique.

## Biographie
Philoxène séjourna à la cour du tyran Denys de Syracuse. D'après Athénée, Philoxène aurait eu une relation avec une maîtresse du tyran, ce qui lui valut une peine de travail forcé en carrière dans les Latomies ; à la suite de cet épisode, Philoxène écrivit son Cyclope, assimilant Denys au personnage éponyme.

## Œuvre
Philoxène est l'auteur, d'après la Souda, de 24 dithyrambes et d'un poème épique aux descendants d'Éaque. L'un de ses dithyrambes, intitulé Le Cyclope et composé vers -385 contient des attaques contre Denys de Syracuse ; il fut notamment joué après sa mort devant Philippe II de Macédoine en -354. Son poème Le Banquet est mentionné par Aristote et Athénée en donne un extrait qui est, selon A. Thérive, la musique qui pouvait permettre d'en comprendre l'intérêt étant perdue, « composé d'une énumération de mots sonores, de néologismes, de périphrases bizarres ».

## Mentions bibliographiques
Athénée de Naucratis le cite parmi les gourmands célèbres. Il raconte notamment l'anecdote suivante : 

« Phanias raconte que Philoxène de Cythère, poète fort friand de bons morceaux, soupant un jour chez Denys, tyran de Sicile, et ayant vu servir un gros barbeau devant le prince, mais un fort petit devant lui, prit ce petit dans sa main et l'approcha de son oreille. Denys lui demanda pourquoi il faisait cela ; c'est, dit-il, qu'occupé de ma Galathée, je le questionne sur ce que je voudrais savoir à l'égard de Nérée; mais il ne répond pas à mes demandes. On l’a sans doute pris trop jeune; ainsi il ne m'entend pas. Je suis persuadé que ce vieux, qu'on a servi devant vous, sait parfaitement ce que je voudrais connaître. Denys rit de la plaisanterie, et lui fit porter ce gros barbeau. »

— Trad. Jean Baptiste Lefebvre de Villebrune, 1789.